# 犢子部
犢子部（印度俗語：Vātsīputraka），亦稱可住子部、跋次子部、跋私弗多羅可住子部、可住子弟子部、婆雌子部，音译爲跋私弗底梨與部、跋私弗多羅部、婆蹉妒路部、婆蹉富羅部、婆麤富羅部、婆蹉富多羅部、跋私弗部、婆蹉部，部派佛教的部派之一，自先上座部分支，《大毘婆沙論》稱《發智論》評破了犢子部的根本宗義，故此部起源比說一切有部更早，它同大眾部、分別說部和說一切有部一起並列為早期四大部派。

## 歷史
犢子部主流支派正量部稱犢子部是在佛滅滿二百年時，犢子長老舉行第三次結集所確立的。據正量部文獻，該長老名犢子Vātsīputra，出土銘文記為Vāchiputa。
西藏翻譯的清辨《異部精釋》，所舉部派分化的不同傳說中第三說為正量部的傳說：“世尊般涅槃後，一百三十七年，經難陀王而至摩訶缽土摩王時，於華氏城集諸聖眾”。“僧伽諍論大起，長老龍及堅意等多聞者，宣揚根本五事。……由是分為二部”。“如是僧伽紛爭，經六十三年，及犢子長老，集諸僧伽，息諸諍論，舉行第三結集”。《布頓佛教史》轉載了有關記載。
《異部宗輪論》傳說，在佛滅第三百年中（即佛滅滿二百年後而未滿三百年），從說一切有部分出犢子部，南傳《島史》稱其從本上座部分出。

## 學說

### 早期宗義
犢子部根據地在跋蹉國（Vaccha）都城拘舍彌地方，其早期宗義與說一切有部《發智論》本身所確立的宗義大多相似，只有幾個需要注意的不同之處。

《大毘婆沙論》記載：
|  | 問：今此論宗與犢子部，何相關預而敘彼說？答：為令疑者得決定故，謂：彼與此所立義宗，雖多分同，而有少異。謂彼部執： - 世第一法唯以信等五根為性。 - 諸異生性一向染污，謂：欲界繫、見苦所斷、十種隨眠為自性故。 - 隨眠體是不相應行。 - 涅槃有三種，謂：學、無學、非學無學。 - 立阿素洛為第六趣。 - 補特伽羅體是實有。 彼如是等，若六若七，與此不同，餘多相似。勿有疑彼與此皆同故，敘彼宗遮顯有異。 若犢子部執：世第一法，通色、無色界繫，所以者何？彼謂：若地有諸聖道，此地即有世第一法。 或復有執：補特伽羅，能了諸法，如犢子部，彼作是說：補特伽羅能知，非智。……言智能知，即止犢子部執。 |

### 十八部時期宗義
在犢子部確立後百年內，因為對《發智論》中的一頌的解釋不同，又分出四個分支：
| 偈頌        | 《發智論》   | 法上部   | 賢冑部 | 正量部             | 密林山部       |
| ----------- | ------------ | -------- | ------ | ------------------ | -------------- |
| 雖脫 而墜墮 | 外道道果     | 阿羅漢退 | 阿羅漢 | 1.預流果（初果）   | 2.思法（無學） |
| 雖脫 而墜墮 | 外道道果     | 阿羅漢退 | 阿羅漢 | 2.家家（二果向）   | 1.退法（無學） |
| 饕餮 復來還 | 外道道果     | 阿羅漢退 | 阿羅漢 | 4.一間（三果向）   | 3.護法（無學） |
| 饕餮 復來還 | 外道道果     | 阿羅漢退 | 阿羅漢 | 3.一來果（二果）   | 4.住法（無學） |
| 得安仍樂樂  | 有餘依涅槃界 | 阿羅漢住 | 獨覺   | 5.不還果（三果）   | 5.堪達（無學） |
| 乘樂至樂所  | 無餘依涅槃界 | 阿羅漢進 | 佛     | 6.阿羅漢果（四果） | 6.不動（無學） |

其中以正量部最為興盛，它後來取代了原先犢子部的地位，自稱為根本正量部。《依說論》（《三彌底部論》）是現存僅有的正面記述十八部時期犢子系宗義的論書，《三法度論》是犢子系釋經之論書，經過了信仰大乘佛教者的詮釋。
《依說論》（《三彌底部論》）記載：佛說有三種人，依說人，即依契經所說諸法施設人，契經說，人與色等五蘊，不一不異；度說人，即三世行度施設人；滅說人，即命終五蘊盡滅施設人。對於依說人、度說人，命終時捨此生之五蘊無遺，受五蘊中間有，依五蘊中間有，可施設有人，從此有度至彼有。

《異部宗輪論》記載的犢子部宗義：
|  | 有犢子部本宗同義。謂補特伽羅非即蘊離蘊，依蘊處界假施設名。諸行有暫住，亦有剎那滅。諸法若離補特伽羅，無從前世轉至後世，依補特伽羅可說有移轉。亦有外道能得五通。五識無染亦非離染，若斷欲界修所斷結，名為離欲，非見所斷。即忍、名、相、世第一法，名能趣入正性離生。若已得入正性離生，十二心頃說名行向，第十三心說名住果。 |

真諦譯《部執異論》額外的記載了犢子部的一些其他宗義：
|  | 一切眾生有二種失，一意失，二事失。生死有二種因最上，一煩惱，二業。二種法是解脫最上因，謂毘鉢舍那、奢摩他。若不依自體增上緣慚羞，正法則不屬此人。煩惱根本有二種，恒隨一切眾生行，謂無明、有愛。有七種清淨處，佛智於戒等不相應，諸境以依止所了緣，能通達一切法。若以滅攝之，凡有六種色、無色界、無入正定。菩薩於中恒生，若已生盡智、無生智，得名為佛。如來說經有三義，一顯生死過失，二顯解脫功德，三無所顯。 |

## 宗義諍論
自提婆設摩《識身論》自稱性空論者，將犢子部等批判為補特伽羅論者之後，有關的大是大非諍論從未止息。

### 補特伽羅問題
一般被認為犢子部是補特伽羅論者的代表，如《大毘婆沙論》記載犢子部認為「補特伽羅自體實有」。《異部宗輪論》三譯本一致記載的犢子部宗義：補特伽羅非即蘊離蘊，是依蘊處界而施設的假名，此說與在《依說論》（《三彌底部論》）中的正面論述大致相同。《十八部論》和《異部宗輪論》記載的犢子部宗義：依補特伽羅，有法從前世轉到後世，可說補特伽羅有移轉，此說與其自述宗義不同；而真諦譯《部執異論》記載：依色，有法從前世轉到後世，可說補特伽羅有移轉，此說與之相近。
龍樹《大智度論》記載犢子部尊奉舊有的《舍利弗阿毘曇》，犢子部傳承的此論又稱為《犢子阿毘曇》，不同於現存分別說部傳承的《舍利弗阿毘曇論》。《大智度論》記載其學說為：「人是第五不可說法藏中所攝」，補特伽羅不是五蘊有為法和無為法所攝，《三法度論》有關記載與此說大致相符。龍樹《中論》歸結犢子部認為補特伽羅是一種實有的「不可說我」。
說轉部立「勝義補特伽羅」，是五蘊所攝的微細難以施設之法。學術界有人認為，此說可能受到了犢子部補特伽羅學說的影響。

### 剎那起滅問題
婆藪跋摩《四諦論》與玄奘所譯版本的《異部宗輪論》記載犢子部認為，諸行中，有暫住者，如部份色法，亦有剎那滅者，如心、心所法；不承認化地部、說一切有部以及飲光部的「一切行皆剎那滅」學說。

## 分支
- 犢子部
  - 法上部
  - 賢胄部
  - 正量部
  - 密林山部（南傳佛教稱其為六城部）

## 影響
犢子部被認為是佛教中少見的認為「有人我」的部派，因此常受到其他部派的批判，在大乘佛教中智顗等人更指稱他們為附佛外道。

## 學術研究
印順法師稱，《大毘婆沙論》將犢子部的「涅槃有三種」主張，歸為分別論者而加以批判。